# Замличи
Замличи (укр. Замличі) — село в Локачинской поселковой общине Владимирского района Волынской области Украины.
До 2020 года входило в Локачинский район.
Код КОАТУУ — 0722482201. Население по переписи 2001 года составляет 307 человек. Почтовый индекс — 45531. Телефонный код — 3374. Занимает площадь 1,086 км².